# Nanci Guerrero

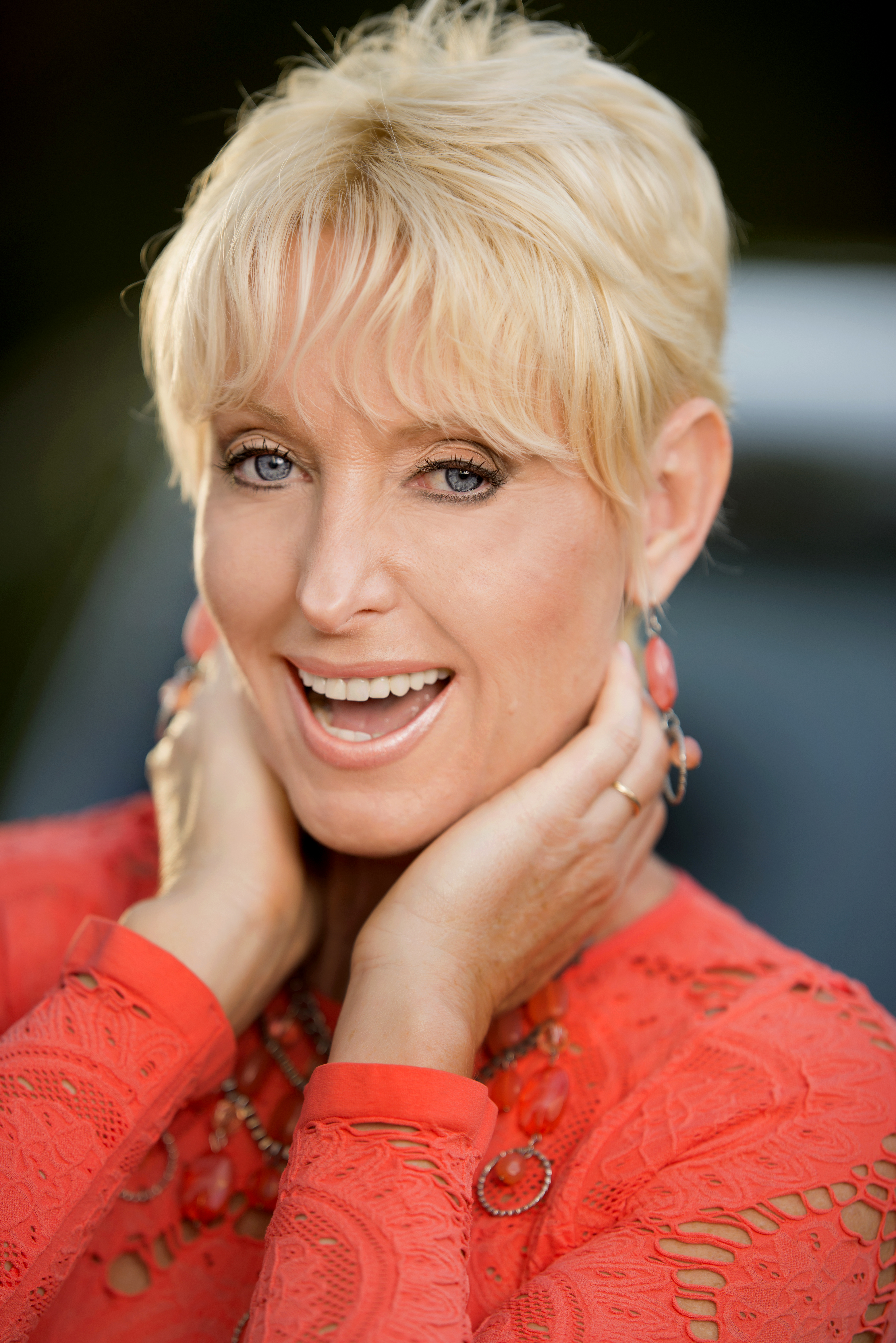
Nanci Guerrero

Nanci Guerrero được sinh ra vào ngày 26 tháng 9 tại San Jerónimo Norte, tỉnh Santa Fe, Argentina. Cô đã dành thời niên thiếu của mình tại thành phố Rafaela, tỉnh Santa Fe, Argentina, nơi cô tham gia và đoạt giải một số cuộc thi sắc đẹp. Năm 17 tuổi, Nanci rời cha mẹ cô, Ofelia và Hugo, tiến đến thành phố lớn Buenos Aires để bắt đầu sự nghiệp chuyên nghiệp của mình.
Cô được coi là một người mẫu trong các quảng cáo thương mại và truyền hình khác nhau. Nanci bắt đầu hát với người quản lý và chồng, Tiến sĩ Eduardo Perez Guerrero, luật sư chuyên nghiệp, truyền hình và nhà sản xuất sân khấu, người sáng lập nhóm nhạc "Las Guerreras", bao gồm các ca hát, nhảy múa gợi cảm và hấp dẫn, đã đánh dấu thành công ở một số quốc gia ở Mỹ Latinh và Hoa Kỳ. Với hình ảnh của Nanci trở nên phổ biến, chương trình được đổi tên thành "Nanci y Las Guerreras"  và vì vậy cô bắt đầu dẫn đầu một số chương trình truyền hình và sân khấu với tư cách diễn viên hài tên là Nanci La Guerrera.
Năm 1995, Nanci định cư ở Miami cùng chồng. Công việc đầu tiên của ông ở Miami là một phóng viên cho chương trình sự kiện lớn nhất cho Argentina "Indiscreciones".
T
Năm 1997, Nanci thu âm album đầu tiên của mình tại Mỹ, dưới sự sản xuất của Bebu Silvetti. Với album này, Nanci lưu diễn ở Puerto Rico, Costa Rica, Venezuela, Colombia và Ecuador, nơi Nanci đóng vai chính trong chương trình truyền hình “Fantasías En La Playa”. Sau đó, vào năm 1999, Nanci tham gia dàn diễn viên của chương trình nói tiếng Tây Ban Nha thành công nhất Sabado Gigante và trong 7 năm, cô đóng vai một số nhân vật trở nên nổi tiếng, chẳng hạn như "Tiến sĩ Cosabella". Đối với nhân vật này, Nanci nhận được giải thưởng từ tay người dẫn chương trình Sabado Gigante, "Don Francisco".
Ở Chile, cô đã làm việc từ năm 1992 đến nay trong các chương trình trực tiếp, nhiều chương trình truyền hình, như "Venga Conmigo", "Jappening con JA", cũng đánh dấu những điểm xếp hạng cao nhất kể từ năm 2001. Peru là một thị trường khác trong đó Nanci đạt được sự nổi tiếng trong năm 2003, sau khi được kênh chính thuê, như một nhân vật quốc tế cho chương trình, "Noche de estrellas", đạt được thành công lớn và sự chấp nhận của công chúng.
Hôm nay, Nanci đang làm việc cho dự án âm nhạc lớn nhất trong sự nghiệp của mình. Cùng với chồng, Eduardo Pérez Guerrero và nhà sản xuất, Rudy Perez, họ đang sản xuất một tuyển tập album với Rafael Basurto Lara, giọng nói của bộ ba "Los Panchos" trong một cống nạp cho Eydie Gorme.
Nanci đã thu âm một bài hát do Rudy Perez sáng tác với tựa đề "No Te Voy a Perder", ca khúc chính từ album ballad của cô với "Las Guerreras", cô cũng thu âm một ca khúc với ca sĩ Leo Dan mang tên "Como Te Extraño", với nhịp điệu bachata và sự chấp nhận rộng rãi của công chúng trên khắp châu Mỹ Latin.